# Resistència Nacional de Moçambic

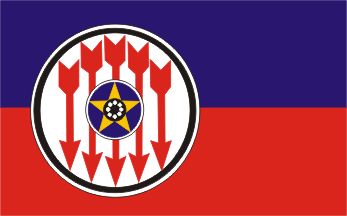
Primera bandera de la Renamo

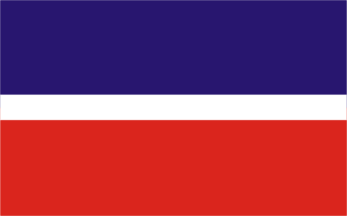
Segona bandera de la Renamo

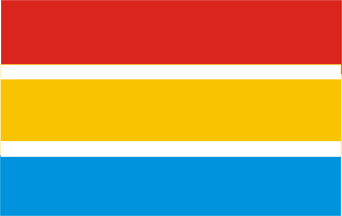
Bandera del PPD, escissió de la Renamo

La Resistència Nacional de Moçambic (RENAMO), en portuguès Resistência Nacional Moçambicana, és un partit polític conservador de Moçambic. Va lluitar contra el Frelimo, que governà Moçambic en règim de partit únic després del 1975.

## Història
La Renamo es va fundar el 1975 després de la independència, sota el control de la intel·ligència rhodesiana. Els veïns del nou estat, Rhodèsia (avui Zimbàbue), i Sud-àfrica, es van oposar a les polítiques marxistes del partit governant Frelimo. Va sorgir com a reacció al partit únic en el poder, el llavors marxista-leninista FRELIMO, organitzant un moviment armat que va durar 16 anys. El poble moçambiquès fins llavors no hi havia estat dividit sobre el seu suport al Frelimo, que havia unificat tots els moviments anticolonials al país. El govern rhodesià va ajudar en la creació d'un grup antifrelimista sota la direcció d'André Matsangaissa, ex comandant del Frelimo.
La RENAMO va sorgir a la província de Manica, al centre de Moçambic i la base era coneguda amb el nom de "Casa Banana". La seva missió era impedir que el Frelimo donés suport a les guerrilles que lluitaven contra el règim blanc de Rhodèsia dirigit per Ian Smith. El 17 d'octubre de 1979 Matsangaissa va morir a mans de l'exèrcit nacional en un en un atac de la RENAMO a una posició de les forces governamentals a Gorongosa, a la província de Sofala i després de lluites pel poder, va emergir com a líder Afonso Dhlakama. Després de 1980 va rebre suport sud-africà. Els combatents de la Renamo van ser acusats de cometre importants abusos i actes de crueltat durant la Guerra Civil de Moçambic.
Progressivament les forces de la RENAMO van controlar l'interior de Moçambic, especialment a la zona central. El 1984 l'acord de Nkomati entre Moçambic i Sud-àfrica va posar fi a l'ajut sud-africà a canvi de l'expulsió dels membres del Congrés Nacional Africà de Moçambic, però el conveni mai es va complir per cap de les dues parts.
El novembre de 1990 Moçambic va modificar la constitució i va esdevenir un estat amb llibertat pels partits polítics. El novembre de 1991 es van iniciar converses a Roma que van portar a l'acord de treva del 7 d'agost de 1992 i a l'acord final de pau de 9 d'octubre de 1992. La Renamo va esdevenir partit polític i part dels seus soldats es van integrar a l'exèrcit nacional i la policia.
Renamo no va obtenir prou suport a les eleccions generals de Moçambic de 1994 i 1999 guanyades pel Frelimo. El 2003 un dels dirigents de la Renamo, Raul Domingos, va formar un nou partit anomenat Partit per la Pau, Democràcia i Desenvolupament (PDD). A les eleccions generals de Moçambic de 2004, reclamades com a fraudulentes per la Renamo, aquest partit va obtenir el 29,7% (aliat a altres partits) i 90 escons (de 250). Afonso Dhlakama va concórrer a les eleccions presidencials i va obtenir el 31,7%. Pel que fa a les eleccions municipals, la RENAMO va boicotejar les primeres (de 1998) però va concórrer a les segones (de 2003), assegurant-se el control de 5 dels 33 municipis del país. A l'octubre de 2013 la RENAMO va posar fi a l'acord de pau, reiniciant les accions armades.

## Resultats electorals
| Any electoral | Vots      | %     | Escons    | +/− | Notes                              |
| ------------- | --------- | ----- | --------- | --- | ---------------------------------- |
| 1994          | 1,803,506 | 37.78 | 112 / 250 | Nou | Inici d'eleccions multipartidistes |
| 1999          | 1,603,811 | 38.81 | 117 / 250 | 5   |                                    |
| 2004          | 905,289   | 29.73 | 90 / 250  | 27  | Pateix l'escissió del PPD          |
| 2009          | 688,782   | 17.69 | 51 / 250  | 39  | Pateix l'escissió del MDM          |
| 2014          | 1,495,137 | 32.46 | 89 / 250  | 38  |                                    |
| 2019          | 1,351,659 | 22.28 | 60 / 250  | 29  |                                    |